# Polypodium nudatum
Polypodium nudatum là một loài thực vật có mạch trong họ Polypodiaceae. Loài này được Roxb. miêu tả khoa học đầu tiên năm 1844.